# نبرد سنگان
نبرد سنگان در سال ۱۷۲۷ میلادی برابر با ۱۱۳۹ قمری بین حامیان صفویان به رهبری نادر و نیروهای شورشی قائنی به فرماندهی حسین سلطان قائنی و  ابدالی‌ها که در سنگان سر به شورش برداشتند روی داد. در این نبرد پس از تسلیم شدن حسین سلطان به نادر، او به سمت دژ سنگان رفته و پس از محاصره و تسخیر آنجا دست به کشتار همهٔ اهالی دژ زد. سپس در نبردی ابدالی‌هایی که به کمک سنگانی‌ها شتافته بودند، عقب راند. پس از این نبرد نادر به مشهد بازگشت.

## پیش‌زمینه
حسین سلطان قائنی از بستگان محمود سیستانی در پی کشته شدن ملک محمود سیستانی سر به شورش برداشت و گماردهٔ نادر را از شهر بیرون کرد. در این شورش ملک کلبعلی پسر ملک محمود و برادرزاده دیگرش ملک لطفعلی به حسین سلطان یاری می‌رساندند. عده‌ای از نیروهای نادر که به فرمان او برای سرکوب شورش حسین سلطان فرستاده شده بودند نتوانستند کاری از پیش ببرند. سرانجام نادر به همراه شاه تهماسب در ۷ ذیحجه ۱۱۳۹ قمری با ۸۰۰۰ تن سپاه برای سرکوبی حسین سلطان به سمت قائن به راه افتاد. با نزدیک شدن سپاه نادر به قائن، کلبعلی و لطفعلی به اصفهان گریختند و حسین سلطان در دژ قائن پناه گرفت و سرانجام تسلیم نادر گشت و مورد بخشش قرار گرفت.

### تصرف بهدادین
پس از فروکش اغتشاش قائن، نادر از راه زرکوه مژن آباد به سمت بهدادین شتافت. او در روز دوم ماه صفر ۱۱۴۰ قمری به دژ بهدادین رسید. افغان‌های دژ به نادر تسلیم شدند ولی سردستهٔ آنان توانست با نیرنگ و گذاشتن چند گروگان از اردوی نادر بگریزد.

### به سوی سنگان
در این بین کلانتر دژ سنگان دست به شورش زد و از ابدالی‌ها درخواست کمک کرد. نادر پس از بهدادین و از راه خوسوف به سمت دژ سنگان حرکت کرد. او در ۱۴ صفر آنجا را محاصره نمود.

## شرح نبرد
نادر توپخانه خود را در بلندی‌های پیرامون دژ مستقر کرد و شروع به توپ باران دژ نمود. پس از چند روز توپ باران، دیوارهای دژ نابود شدند و راه برای حملهٔ سپاه نادر به داخل دژ هموار گشت. در همین هنگام فرستادهٔ کلانتر دژ نزد نادر آمده درخواست امان نمود و متعهد به تأمین خواربار سپاه نادر شد. نادر با پذیرش درخواست او منتظر رسیدن خواربار شد اما کلانتر دژ و یارانش بار دیگر پیمان‌شکنی کردند و از دادن خواربار خودداری کردند. نادر که از این ماجرا به خشم آمده بود با یورش بزرگی به دژ و تسخیر آن دست به کشتار همهٔ محاصره شدگان زد.
گزارش رسیدن ۸٬۰۰۰ تن از سپاهیان ابدالی به کمک سنگانی‌ها پس از سرکوبی سنگانی‌ها به نادر رسید. نادر با وجود آنکه روحیهٔ سپاهش را ضعیف می‌دید ناچار به میدان جنگ شتافت ولی از حمله خودداری نمود و با ۵۰۰ تن از سوارانش سپاه ابدالی‌ها را تحریک به آغاز حمله نمود. سرانجام ابدالی‌ها فریب خورده آغازگر نبرد شدند و در نبرد سختی که روی داد با دادن تعدادی تلفات و کشته و اسیرانی به میدان نبرد پشت کرده و به سمت هرات گریختند.

## پیامدها
پس از درگیری باابدالی‌ها، نادر که سپاه خود را درمانده می‌دید، از تعقیب نیروهای ابدالی که به سمت هرات عقب نشسته بودند، چشم پوشی کرد و به سمت مشهد به راه افتاد و انتقام را به آینده موکول کرد.